# マツノネクチタケ
マツノネクチタケ（Heterobasidion annosum）は、ミヤマトンビマイタケ科（Bondarzewiceae）マツノネクチタケ属（Heterobasidion）に属するキノコである。

## 形態
子実体は、底面は白色でスポンジの様であり上面は暗褐色である。子実体の直径は40 cm、厚さは4 cmにほどなる。子実体の表面下部は5-26 mmと目に見える大きさの胞子で出来ている。

## 生態
夏に胞子を飛ばす。この胞子は風に乗って長い距離を運ばれる。胞子は新鮮な切り株の様なダメージを受けたものに感染する。切り株の上で増殖した菌は菌糸体を伸ばして根に移動する。感染した切り株の根から近くにある生きている樹の根まで触れ合っている根を伝って移動する。根を食べる昆虫が拡散を手伝うこともある。この菌は土壌中ではあまり遠くまでは動けないので、樹の根の同士の接触や昆虫に依存して分布を広げる。生きている木の根は毎年0.1-2.0 m生長している。この結果、菌とそれが起こす病害も切り株から同心円状に広がって行く。
胞子は有性胞子（sexual spores）である。分生子（無性胞子）は有性段階(sexual stage)で行われ、分生子柄の上で生産される。分生子と胞子はどちらも菌が作り出し、特に後者が樹木への感染に重要である。

## 林業被害
本種は北半球において最も経済的に重大な影響をもたらす森林病原菌だとみなされている。これは本種が生きている針葉樹の根に寄生して心材を腐朽させてしまう木材腐朽菌であるためで、腐朽が進むことで材の価値を著しく下げてしまう。また、根元の腐朽が進んだ樹木は強風や冠雪で倒れやすく樹木にとって間接的な死因となる。アメリカにおいては各地の森林に分布しており、毎年多額の損失をもたらす。日本では特に北海道のトドマツ(Abies sachalinensis)やエゾマツ(Picea jezoensis)で被害が知られている。本種の起こす病害は根株の心材を腐朽させることから根株心腐病（英:butt rot）と呼ばれる。
病状は地下を中心に進行するために目につきにくく、子実体が生えてから気づいたり、腐って倒れて死んだあとに気付くこともある。子実体が目につくようになるのは感染後3年かかる。感染すると樹木は針葉の異常な成長や樹皮が淡い黄色みを帯びて、衰えて死ぬ。樹木の根に白色腐朽菌（white rot fungus）が見られるのは本種に侵されている可能性のある徴候である。病状が進むと樹皮の色が淡い黄色から錆びのような明るい茶色に変化していく。末期には本種の菌糸が出てきて白色に変わる他- 黒い斑点が列状に浮き出てくる。他にも地表と黒い列状の斑点の間に子実体が顔を出すことがある。

## シノニム
本種はたくさんの異名（シノニム）を持つことが知られている。1821年に最初に本種のことを記載したFriesはPolyporus annosumと名付けた。1874年、Hartingは本種がコニファーに病気を起こすという関係を発見し、Fomes annosusに改名した。現在の学名であるHeterobasidion annosumは1888年にBrefeldによって与えられた。